# Chaux-des-Prés
Pour les articles homonymes, voir Chaux.
Chaux-des-Prés est une ancienne commune française située dans le département du Jura en région Franche-Comté, devenue, le 1er janvier 2016, une commune déléguée de la commune nouvelle de Nanchez.

## Toponymie
Chaux : Provient d'un terme gaulois calmis ou calma « haut plateau dénudé, plateau rocheux ».

## Politique et administration
| Période    | Période          | Identité                    | Étiquette   | Qualité |
| ---------- | ---------------- | --------------------------- | ----------- | ------- |
| avant 1988 | 1989             | Gaston Bourgeois-République | SE          |         |
| 1989       | ?                | Bernard Benier              |             |         |
| Mars 2001  | 31 décembre 2015 | Yvan Auger                  | DVD puis LR |         |

## Démographie
L'évolution du nombre d'habitants est connue à travers les recensements de la population effectués dans la commune depuis 1793. Pour les communes de moins de 10 000 habitants, une enquête de recensement portant sur toute la population est réalisée tous les cinq ans, les populations de référence des années intermédiaires étant quant à elles estimées par interpolation ou extrapolation. Pour la commune, le premier recensement exhaustif entrant dans le cadre du nouveau dispositif a été réalisé en 2008.
En 2016, la commune comptait 179 habitants, en évolution de −6,28 % par rapport à 2010 (Jura : −0,81 %, France hors Mayotte : +2,11 %).
| 1793 | 1800 | 1806 | 1821 | 1831 | 1836 | 1841 | 1846 | 1851 |
| ---- | ---- | ---- | ---- | ---- | ---- | ---- | ---- | ---- |
| 207  | 197  | 223  | 220  | 215  | 213  | 210  | 213  | 205  |

| 1856 | 1861 | 1866 | 1872 | 1876 | 1881 | 1886 | 1891 | 1896 |
| ---- | ---- | ---- | ---- | ---- | ---- | ---- | ---- | ---- |
| 192  | 182  | 174  | 170  | 162  | 160  | 162  | 171  | 179  |

| 1901 | 1906 | 1911 | 1921 | 1926 | 1931 | 1936 | 1946 | 1954 |
| ---- | ---- | ---- | ---- | ---- | ---- | ---- | ---- | ---- |
| 195  | 244  | 251  | 259  | 231  | 211  | 183  | 161  | 162  |

| 1962 | 1968 | 1975 | 1982 | 1990 | 1999 | 2006 | 2008 | 2013 |
| ---- | ---- | ---- | ---- | ---- | ---- | ---- | ---- | ---- |
| 162  | 172  | 173  | 166  | 170  | 168  | 183  | 187  | 180  |

| 2016 | - | - | - | - | - | - | - | - |
| ---- | - | - | - | - | - | - | - | - |
| 179  | - | - | - | - | - | - | - | - |

## Lieux et monuments
- Ferme (XVIIe s) et fermes (XIXe s), inscrites à l'IGPC depuis 2005[5],[6],[7],[8],[9],[10],[11],[12],[13];

- Croix monumentale (XIXe s), au lieu-dit "les Gilles", Route de Château-des-Prés, inscrite à l'IGPC depuis 2005[14];

- Croix de chemin (XIXe s), au lieu-dit "les Choulières", Rue Principale, inscrite à l'IGPC depuis 2005[15]

- Église de la Sainte-Trinité (XIXe s), Route principale, inscrite à l'IGPC depuis 2005[16];

- Fontaine des Gilles (XIXe s), et fontaines de la Route Principale (XIXe s), inscrites à l'IGPC depuis 2005[17],[18],[19],[20],[21],[22],[23];

- Pont (XIXe s), Chemin du Meix d'Aval, inscrit à l'IGPC depuis 2005[24];

- École (XXe s), Route principale, inscrite à l'IGPC depuis 2005[25];

- Monument aux morts (XXe s), Route Principale, inscrit à l'IGPC depuis 2005[26];

- Monument commémoratif (XXe s), au lieu-dit "les Chaumiers", sur le chemin communal du Culoche, inscrit à l'IGPC depuis 2005[27]. Il est érigé à la mémoire d'André Janier, résident de 24 ans abattu par les Allemands, en ce lieu, le 11 juillet 1944;

- Poste (XXe s), Route Principale, inscrite à l'IGPC depuis 2005[28];

- Pistes de ski de fond, en hiver.

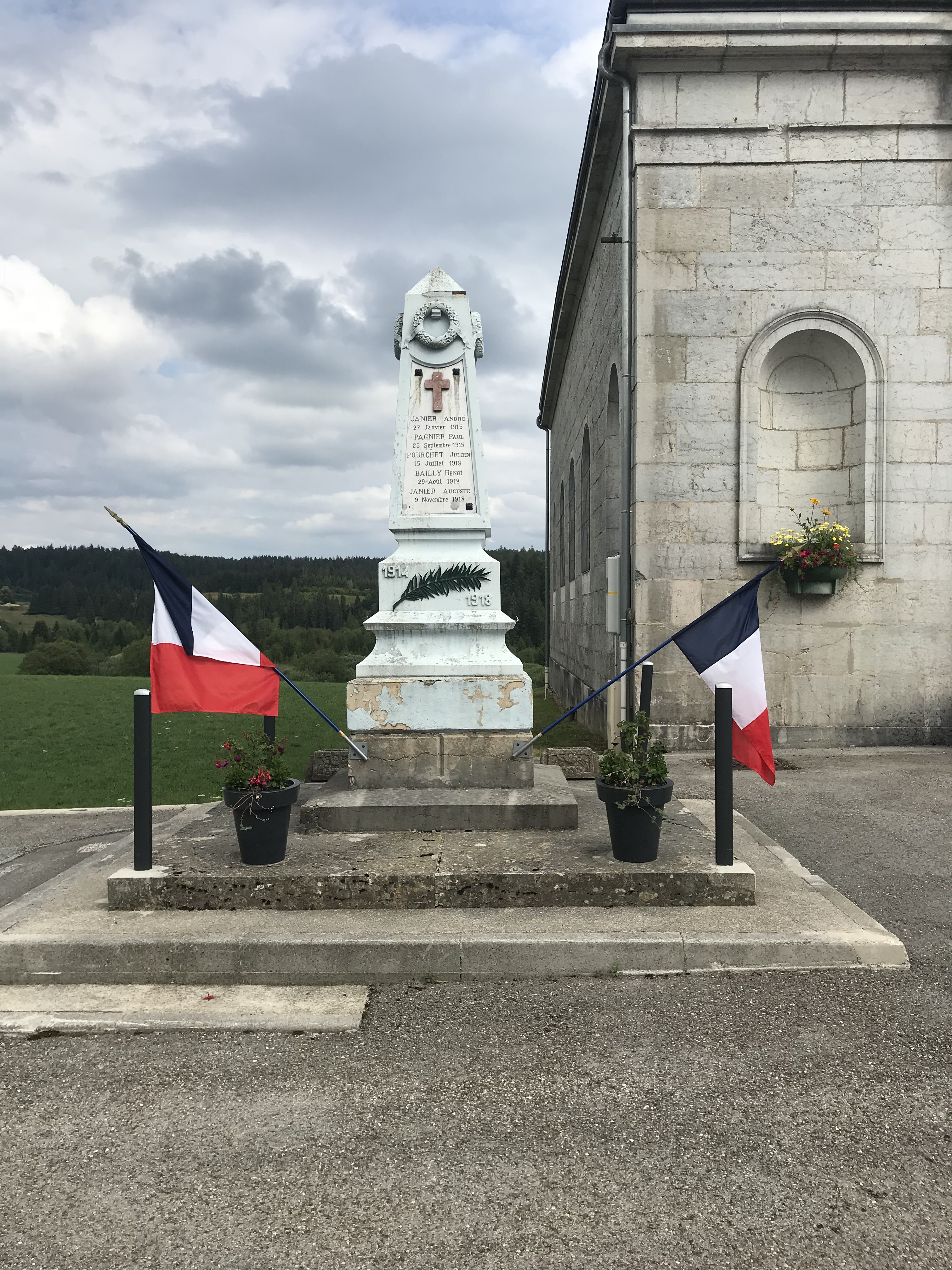
Monument aux morts
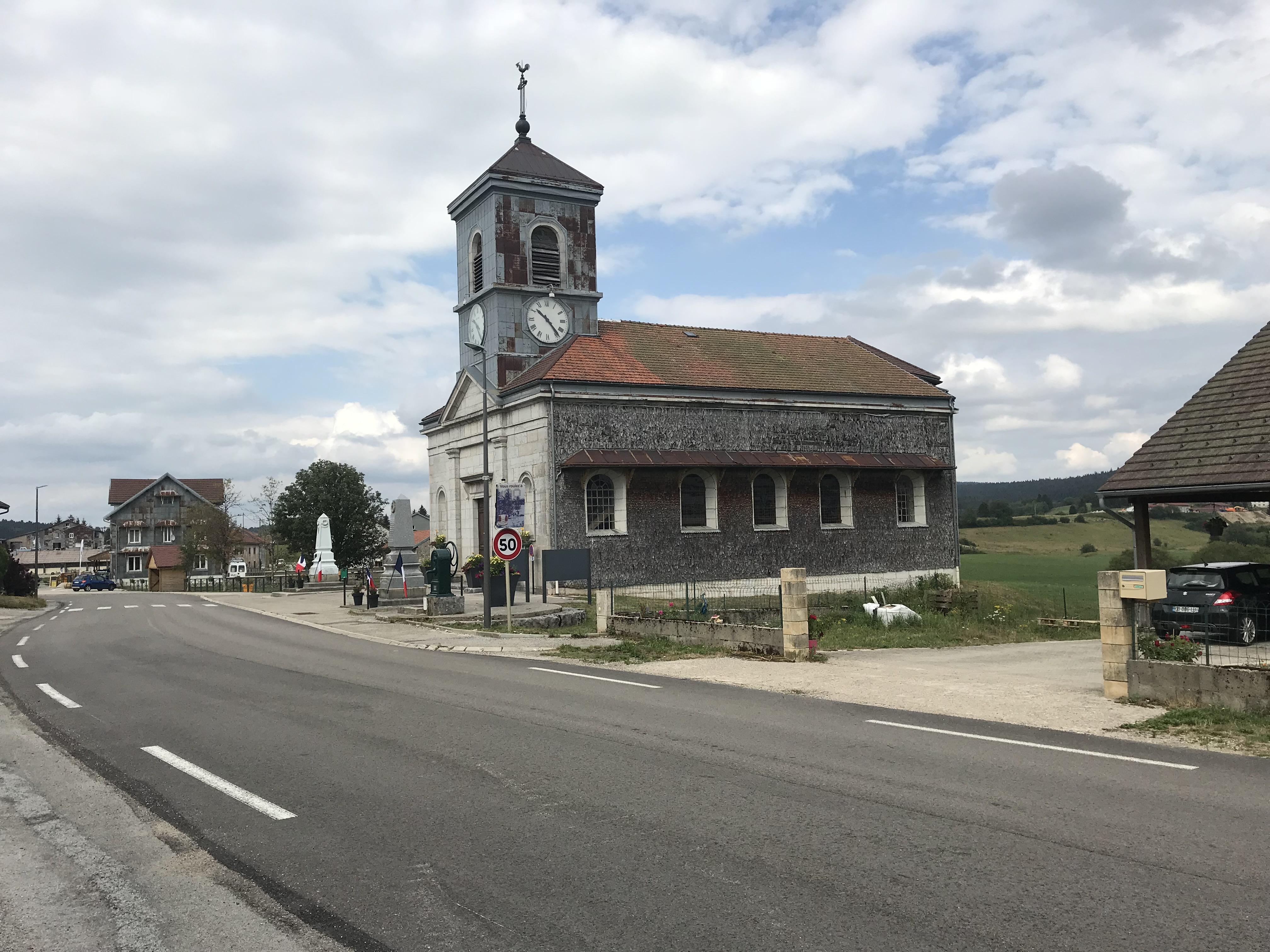
L'église partiellement protégée de tôle sur la moitié de l'abside et sur un bas-côté.
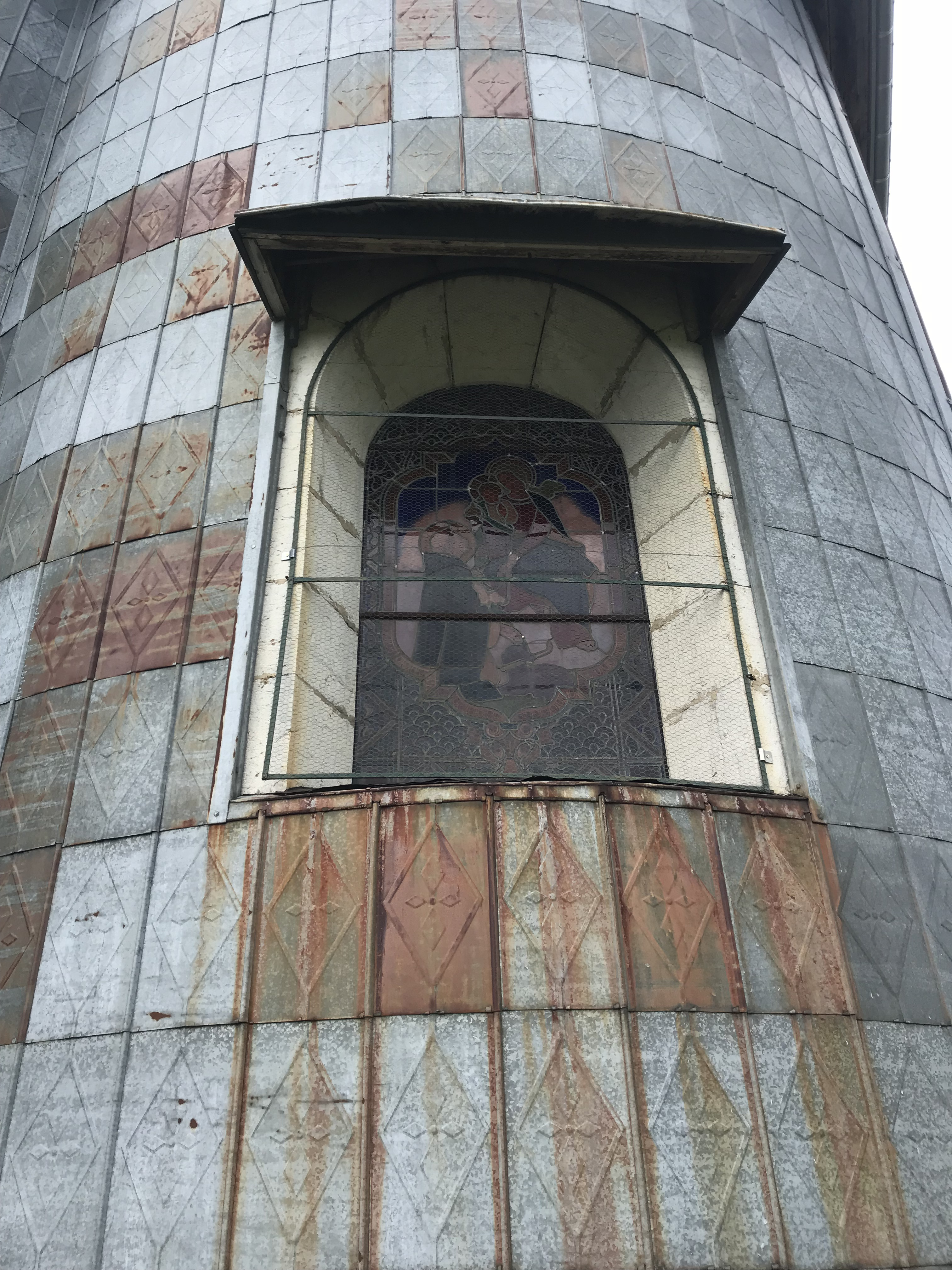
Tôle à l'arrière de l'église.
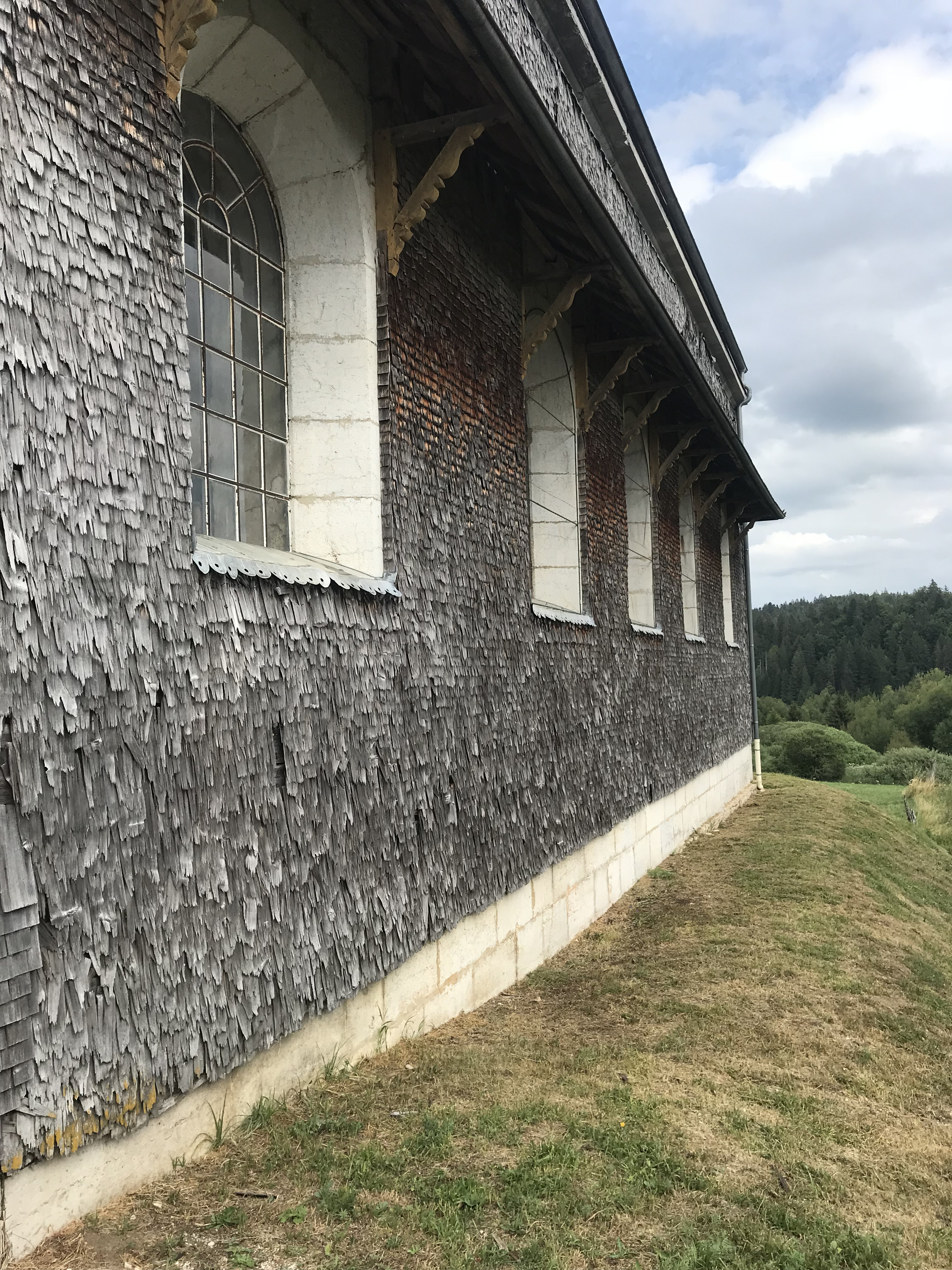
Tôle et surprotection de bois sur un côté de l'église.

## Associations et clubs sportifs

### Associations
- Les Prés festifs
- Amicale des Sapeurs Pompiers de Chaux des Prés

### Clubs sportifs
- US Chaux des Prés (Handball)
- F.C. Chaulier-Étival (Football)

## Événements
- Soirée côtelettes de l'Amicale des Sapeurs-Pompiers (le premier samedi de Juillet de chaque année)
- Repas de la commune (précédé d'une sortie vélo et une sortie marche à pied)
- Tournoi de handball sur herbe